# Alipate Fatafehi

a Compétitions nationales et continentales officielles uniquement.

b Matchs officiels uniquement.
Dernière mise à jour le 18 août 2020.
Latu Nagashima 'Alipate Fatafehi dit Alipate Fatafehi, né le 13 décembre 1984 à Sigatoka dans les îles Fidji, est un joueur de rugby à XV qui joue avec  l'équipe des Tonga évoluant au poste d'ailier, centre ou encore troisième ligne. Il mesure 1,96 m pour 137 kg

## Carrière

### En club
- 2006-2008 : Otago
- 2008 : North Otago
- 2009 : Western Province
- 2010 : North Harbour
- 2010-2011 : CA Saint-Étienne
- 2011-2014 : Lyon OU
- 2014-2015 : US Colomiers
- 2016-2018 : RC Strasbourg
- 2018-2019 : Stade dijonnais
- 2024-2025: RC Sablais

### En équipe nationale
Alipate Fatafehi obtient sa première cape internationale le 13 juin 2009 à l’occasion d’un match contre les Fidji pour une défaite 22-36. Le 8 août 2011, il est retenu par Isitolo Maka dans la liste des trente joueurs qui disputent la Coupe du monde.

## Palmarès
- Champion de France de Pro D2 : 2014

## Statistiques en équipe nationale
(au 08.11.2015)
- 19 sélections avec l'équipe des Tonga
- 20 points (4 essais)
- Sélections par année : 3 en 2009, 3 en 2010, 5 en 2011, 6 en 2012, 2 en 2015

En Coupe du monde :
- 2011 : 4 sélections (Nouvelle-Zélande, Canada, Japon, France)